# Myrmarachne
Myrmarachne je rod pavouků z čeledí skákavkovití, kteří napodobují mravence. Tomuto druhu adaptace se říká myrmekomorfie. Používají k tomu několik typů přizpůsobení. Především mávají předníma nohama ve vzduchu tak, aby simulovaly tykadla. Mnohé druhy vypadají i svou celkovou tělesnou stavbou jako mravenci. Této podobnosti dokážou využívat ve svůj prospěch.

## Synonyma
- Bizonella Strand, 1929
- Emertonius Peckham & Peckham, 1892

Název Panachraesta býval synonymem, dokud nebyl odstraněn a zařazen do svého vlastního rodu.

## Popis
Pavouci rodu Myrmarachne jsou malí nebo středně velcí, záleží jaký druh mravenců napodobují. Hlavohruď je prodloužená, u samečků s dlouhými chelicerami vyčnívajícími dopředu. Důležitou morfologickou adaptací rodu je přítomnost pasu nejen na hlavohrudi, ale mnohdy i na zadečku, což má napodobovat článkované tělo mravenců. Barvy mohou být od černé po žlutou, v závislosti na napodobovaném mravenci. Jeden africký druh napodobuje jistý druh mravence, když je pavouk nedospělý (první instary) a jiný druh jako dospělý. Rod Bocus, rovněž patřící mezi skákavkovité, je tak podobný Myrmarachne, že je rozlišitelný jen s pomocí mikroskopu.

## Rozšíření
Pavouci rodu Myrmarachne se vyskytují převážně v tropických oblastech od Afriky až po Austrálii, přičemž některé druhy se nacházejí v Americe. Několik druhů, jako je například palearktická skákavka mravenčí (M. formicaria), žije v mírném pásu. S asi 80 popsanými a mnoha nepopsanými druhy žijícími v jihovýchodní Asii je Myrmarachne nejrozmanitějším rodem ze všech skákavek v této oblasti.

## Název
Jméno rodu je kombinací starověkého řeckého myrmex „mravenec“ a arachne „pavouk“, čili česky „mravenčí pavouk“.

## Galerie

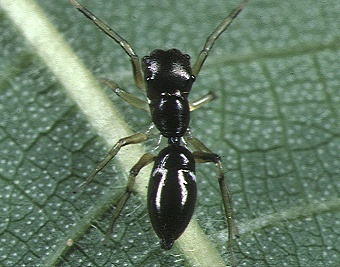
Myrmarachne japonica
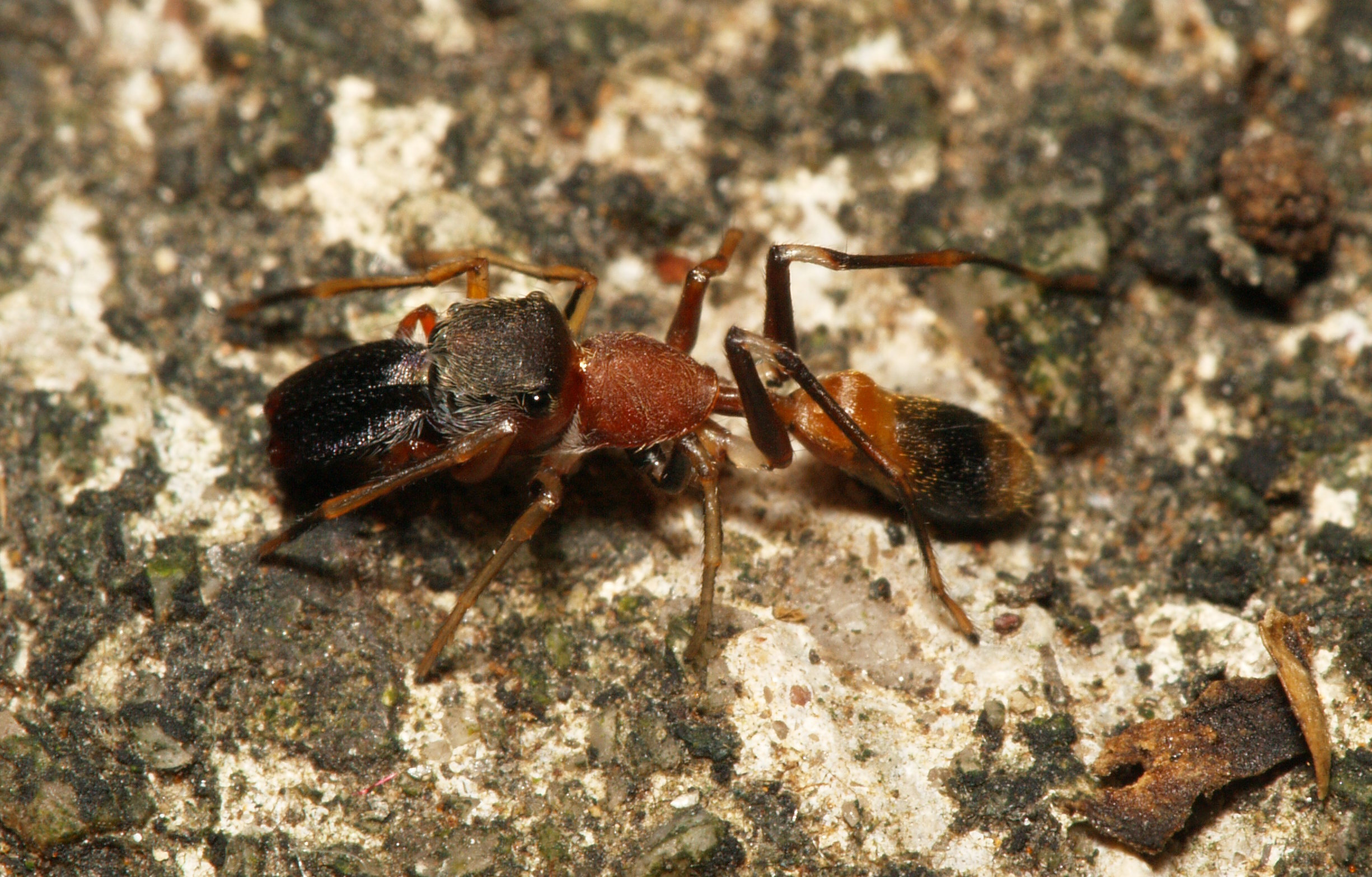
Myrmarachne formosana (samec)
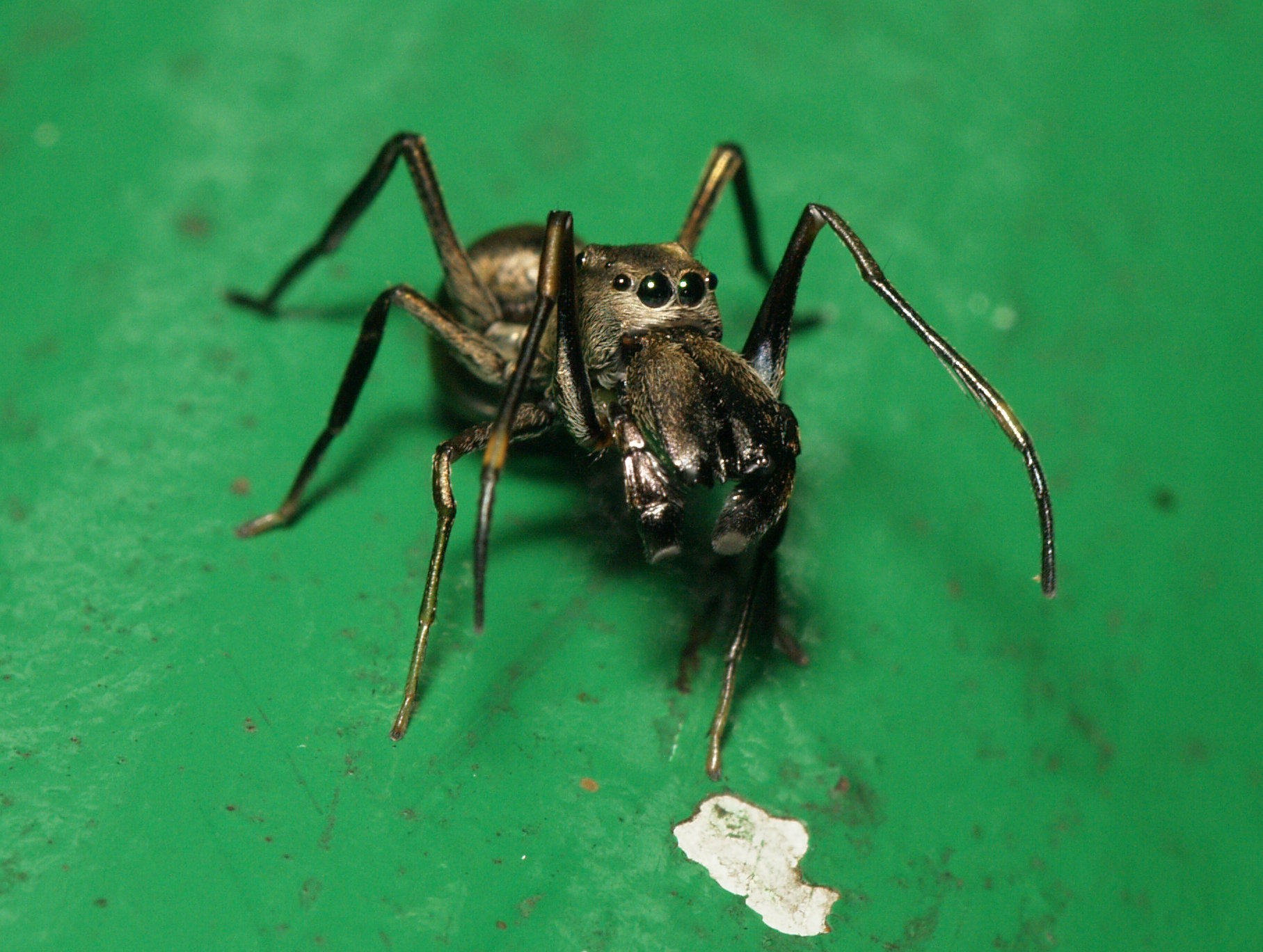
Myrmarachne magna (samec)
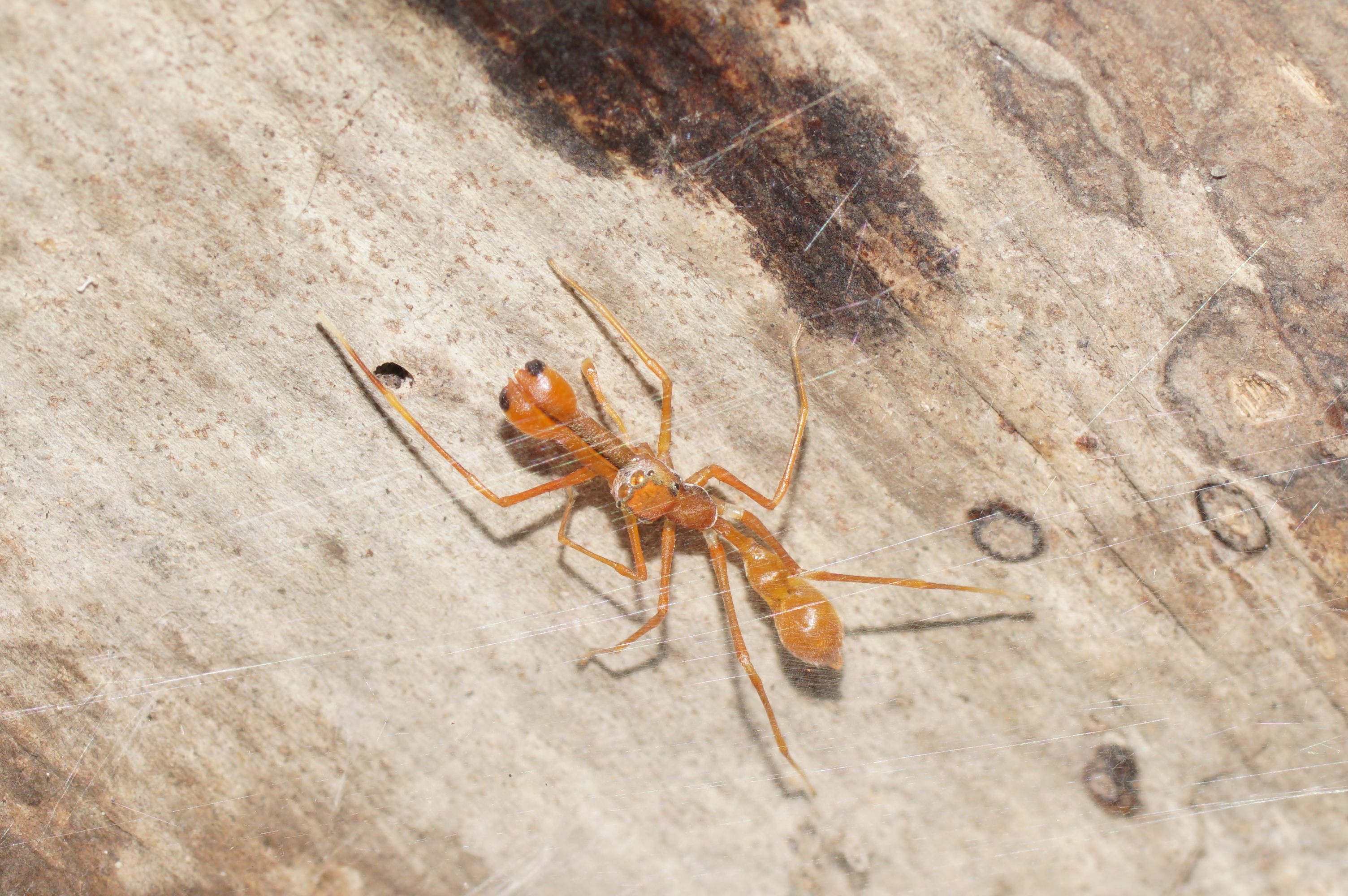
Myrmarachne plataleoides (samec)
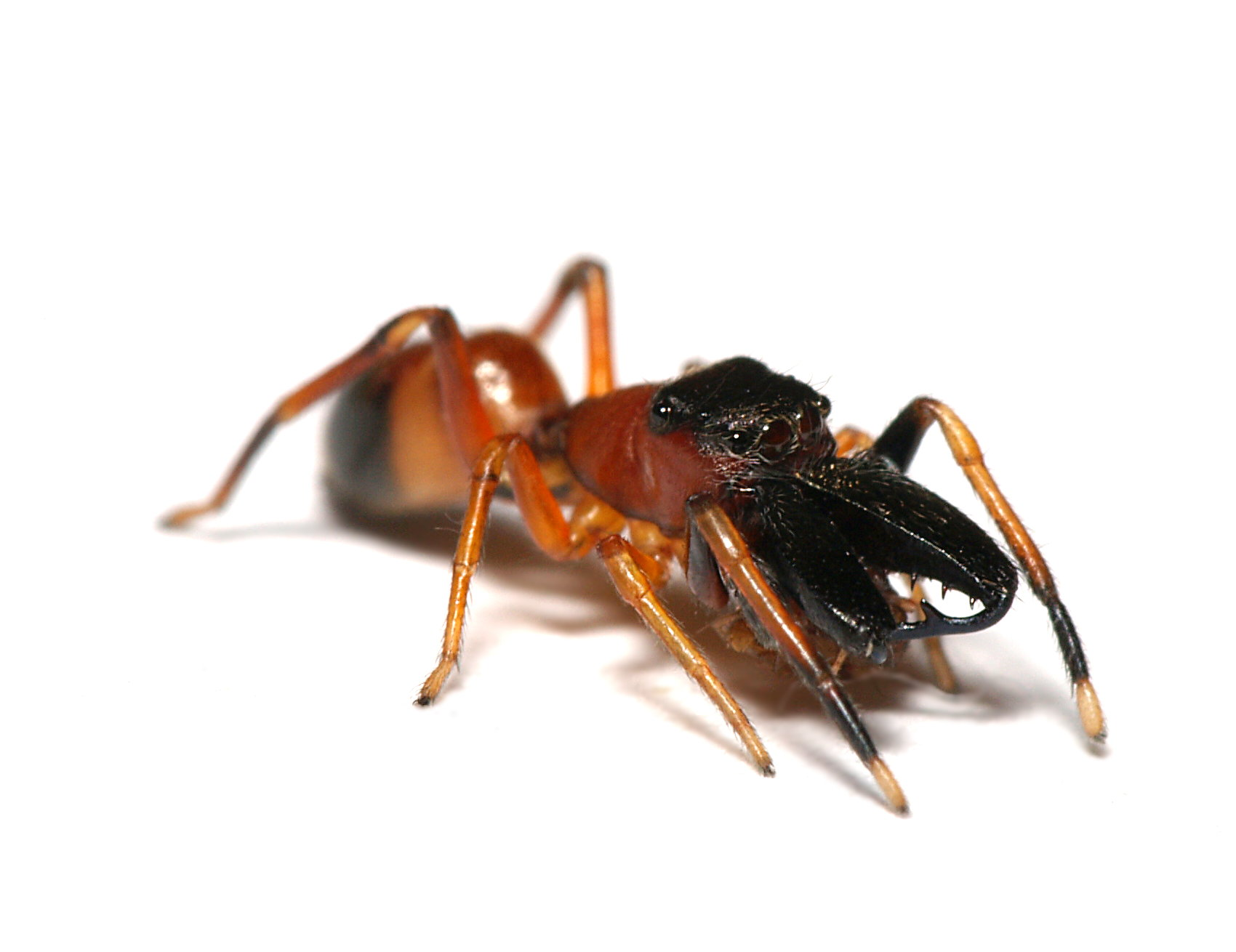
Myrmarachne formicaria (samec)
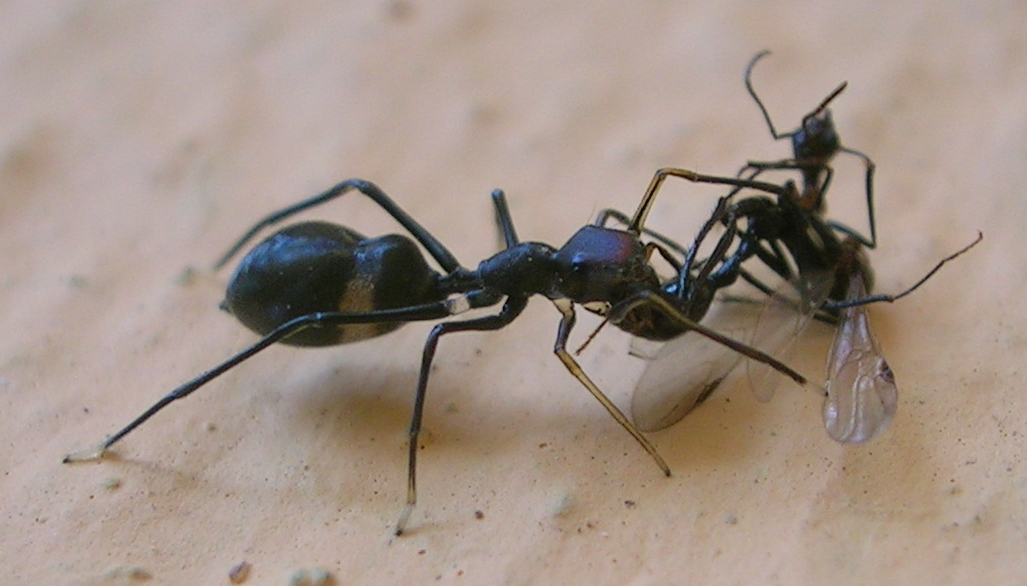
Samice neidentifikovaného druhu Myrmarachne hodující na mravenčí královně
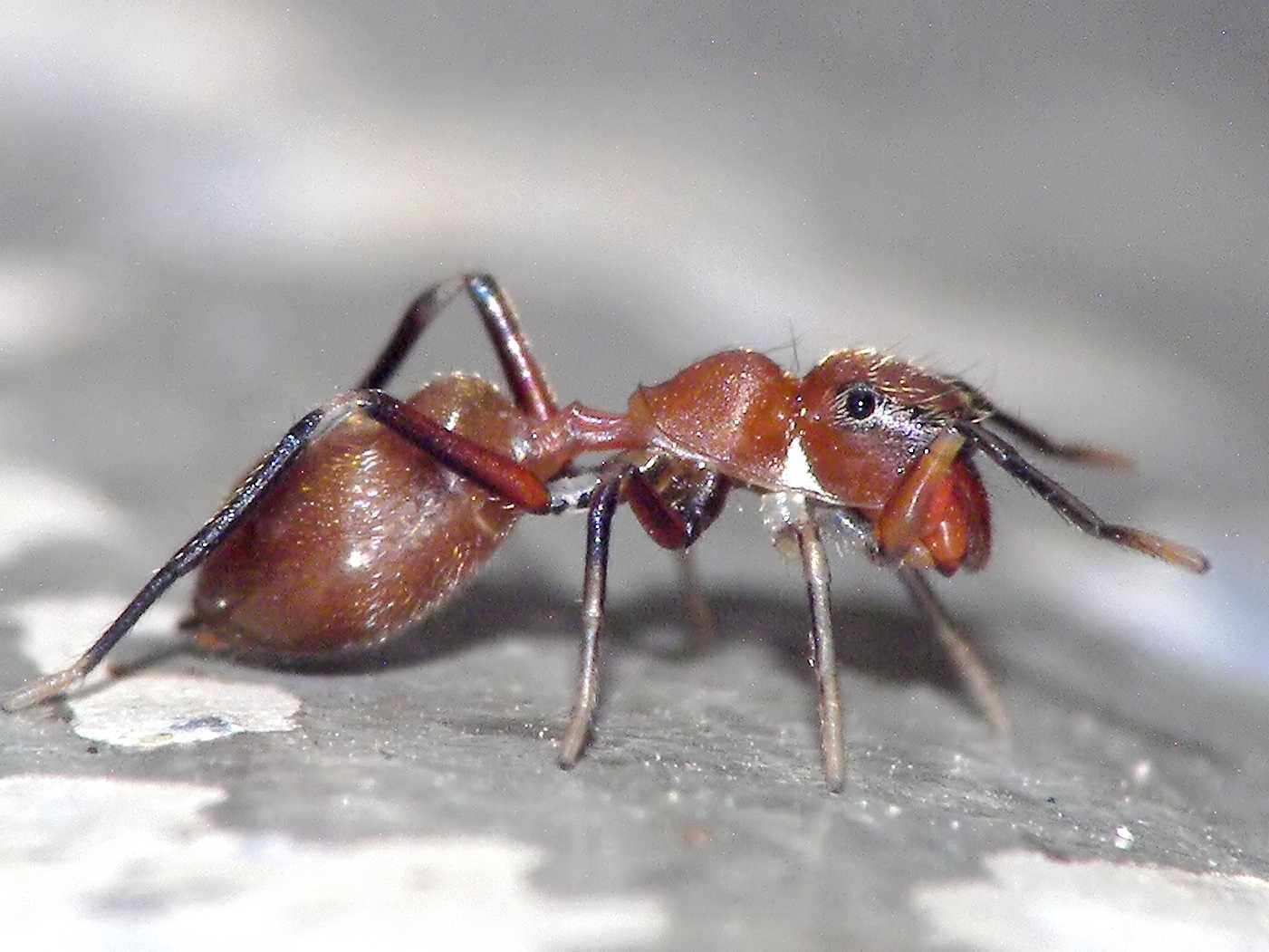
Neidnetifikovaný druh Myrmarachne (samice)

## Druhy
World Spider Catalog uznává následujících 228 druhů:
- Myrmarachne acromegalis Yamasaki & Ahmad, 2013 – Thajsko, Borneo
- Myrmarachne acutidens Yamasaki & Edwards, 2013 – Indonésie
- Myrmarachne albocincta (C. L. Koch, 1846) – USA
- Myrmarachne albosetosa Wanless, 1978 – Jižní Afrika
- Myrmarachne alticephalon Yamasaki & Ahmad, 2013 – Sumatra, Borneo
- Myrmarachne alticeps (Thorell, 1890) – Jáva
- Myrmarachne andrewi Wanless, 1978 – Kongo, Angola
- Myrmarachne andringitra Wanless, 1978 – Madagaskar
- Myrmarachne angusta (Thorell, 1877) – Od Číny po Sulawesi
- Myrmarachne annandalei Simon, 1901 – Malajsie
- Myrmarachne assimilis Banks, 1930 – Borneo, Filipíny
- Myrmarachne attenuata (Karsch, 1880) – Filipíny
- Myrmarachne attenuata (O. Pickard-Cambridge, 1901) – Singapur
- Myrmarachne augusta (Peckham & Peckham, 1892) – Madagaskar
- Myrmarachne aurantiaca Benjamin, 2015 – Srí Lanka
- Myrmarachne aurea Ceccarelli, 2010 – Severní Teritorium, Queensland
- Myrmarachne aureonigra Edmunds & Prószyński, 2003 – Malajsie, Singapur
- Myrmarachne bakeri Banks, 1930 – Filipíny
- Myrmarachne balinese Prószyński & Deeleman-Reinhold, 2010 – Bali
- Myrmarachne bamakoi Berland & Millot, 1941 – Mali
- Myrmarachne bicolor (L. Koch, 1879) – Queensland
- Myrmarachne bicurvata (O. Pickard-Cambridge, 1869) – Srí Lanka
- Myrmarachne bicuspidata Yamasaki, 2012 – Sulawesi
- Myrmarachne bidentata Banks, 1930 – Filipíny
- Myrmarachne biseratensis Badcock, 1918 – Malajsie, Borneo
- Myrmarachne borneensis Peckham & Peckham, 1907 – Borneo
- Myrmarachne brasiliensis Mello-Leitão, 1922 – Brazílie
- Myrmarachne brevicehlicera Yamasaki & Ahmad, 2013 – Borneo
- Myrmarachne brevis Xiao, 2002 – Čína
- Myrmarachne calcuttaensis Biswas, 1984 – Indie
- Myrmarachne caliraya Barrion & Litsinger, 1995 – Indie, Filipíny
- Myrmarachne capito (Thorell, 1890) – Jáva
- Myrmarachne centralis (Peckham & Peckham, 1892) – Od Mexika po Panamu
- Myrmarachne chapmani Banks, 1930 – Filipíny
- Myrmarachne chickeringi Galiano, 1969 – Panama
- Myrmarachne christae (Prószyński, 2001) – Borneo
- Myrmarachne circulus Xiao & Wang, 2004 – Čína
- Myrmarachne clavigera (Thorell, 1877) – Sulawesi
- Myrmarachne cognata (L. Koch, 1879) – Nový jižní Wales, Victoria
- Myrmarachne collarti Roewer, 1965 – Kongo, Uganda
- Myrmarachne concava Zhu et al., 2005 – Čína
- Myrmarachne confusa Wanless, 1978 – Angola, São Tomé
- Myrmarachne consobrina Denis, 1955 – Niger
- Myrmarachne constricta (Blackwall, 1877) – Seychely
- Myrmarachne cornuta Badcock, 1918 – Malajsie, Singapur, Borneo
- Myrmarachne corpuzrarosae Barrion, 1981 – Filipíny
- Myrmarachne cowani (Peckham & Peckham, 1892) – Madagaskar
- Myrmarachne crassembolus Yamasaki & Ahmad, 2013 – Borneo
- Myrmarachne cuneata Badcock, 1918 – Malajsie
- Myrmarachne cuprea (Hogg, 1896) – Střední Austrálie
- Myrmarachne cyrtodens Yamasaki & Ahmad, 2013 – Borneo
- Myrmarachne debilis (Thorell, 1890) – Jáva
- Myrmarachne decorata Reimoser, 1927 – Sumatra
- Myrmarachne diegoensis Wanless, 1978 – Madagaskar
- Myrmarachne dilatata (Karsch, 1880) – Malawi
- Myrmarachne dirangicus Bastawade, 2002 – Indie
- Myrmarachne dishani Benjamin, 2015 – Srí Lanka
- Myrmarachne dubia (Peckham & Peckham, 1892) – Filipíny
- Myrmarachne dundoensis Wanless, 1978 – Angola, Keňa, Botswana
- Myrmarachne edentata Berry, Beatty & Prószyński, 1996 – Karolíny, Mariany
- Myrmarachne edentula (Peckham & Peckham, 1892) – Filipíny
- Myrmarachne edwardsi Berry, Beatty & Prószyński, 1996 – Karolíny
- Myrmarachne eidmanni Roewer, 1942 – Bioko, Ghana, Pobřeží slonoviny, Kongo
- Myrmarachne electrica (Peckham & Peckham, 1892) – Madagaskar
- Myrmarachne elongata Szombathy, 1915 – Od Afriky po Japonsko
- Myrmarachne endoi Yamasaki & Ahmad, 2013 – Borneo
- Myrmarachne epigealis Yamasaki & Edwards, 2013 – Indonésie
- Myrmarachne erythrocephala (L. Koch, 1879) – Queensland
- Myrmarachne eugenei Wanless, 1978 – Madagaskar
- Myrmarachne eumenes (Simon, 1900) – Madagaskar
- Myrmarachne evidens Roewer, 1965 – Kongo
- Myrmarachne exasperans (Peckham & Peckham, 1892) – Jáva, Filipíny
- Myrmarachne foenisex Simon, 1910 – Západní a střední Afrika
- Myrmarachne foreli Lessert, 1925 – Angola, Botswana, Malawi, Jižní Africa
- Myrmarachne formica (Doleschall, 1859) – Amboina
- Myrmarachne formicaria (De Geer, 1778) – Palearktická oblast, USA (zavlečena)
- Myrmarachne formosa (Thorell, 1890) – Sumatra, Sulawesi
- Myrmarachne formosana (Matsumura, 1911) – Tchaj-wan (ostrov)
- Myrmarachne formosana (Saito, 1933) – Tchaj-wan
- Myrmarachne formosicola Strand, 1910 – Tchaj-wan
- Myrmarachne galianoae Cutler, 1981 – Bolívie
- Myrmarachne gedongensis Badcock, 1918 – Malajsie, Borneo
- Myrmarachne giltayi Roewer, 1965 – Kongo, Angola, Keňa
- Myrmarachne gisti Fox, 1937 – Čína, Vietnam
- Myrmarachne glavisi Prószyński & Deeleman-Reinhold, 2010 – Bali
- Myrmarachne globosa Wanless, 1978 – do Angoly po Vietnam
- Myrmarachne grossa Edmunds & Prószyński, 2003 – Malajsie
- Myrmarachne guaranitica Galiano, 1969 – Argentina
- Myrmarachne gurgulla Ceccarelli, 2010 – Queensland
- Myrmarachne hesperia (Simon, 1887) – Bioko, Západní Africa
- Myrmarachne hidaspis Caporiacco, 1935 – Karakorum
- Myrmarachne himalayensis Narayan, 1915 – Indie
- Myrmarachne hirsutipalpi Edmunds & Prószyński, 2003 – Malajsie, Singapur, Bali
- Myrmarachne hispidacoxa Edmunds & Prószyński, 2003 – Malajsie
- Myrmarachne hoffmanni Strand, 1913 – Čína
- Myrmarachne ichneumon (Simon, 1886) – Keňa, Tanzanie, Zanzibar, Jižní Afrika
- Myrmarachne imbellis (Peckham & Peckham, 1892) – Srí Lanka
- Myrmarachne incerta Narayan, 1915 – Indie
- Myrmarachne inermichelis Bösenberg & Strand, 1906 – Rusko, Korea, Tchaj-wan, Japonsko
- Myrmarachne inflatipalpis Wanless, 1978 – Botswana, Malawi, Jižní Afrika
- Myrmarachne iridescens Banks, 1930 – Filipíny
- Myrmarachne isolata Clark & Benoit, 1977 – Svatá Helena
- Myrmarachne jacksoni Prószyński & Deeleman-Reinhold, 2010 – Bali
- Myrmarachne jacobsoni Reimoser, 1925 – Sumatra
- Myrmarachne jajpurensis Prószyński, 1992 – Indie
- Myrmarachne japonica (Karsch, 1879) – Rusko, Čína, Korea, Tchaj-wan, Japonsko
- Myrmarachne jugularis Simon, 1901 – Austrálie
- Myrmarachne kiboschensis Lessert, 1925 – Od Botswany po Vietnam
- Myrmarachne kilifi Wanless, 1978 – Keňa, Tanzania
- Myrmarachne kitale Wanless, 1978 – Keňa
- Myrmarachne kochi Reimoser, 1925 – Malajsie, Sumatra, Indonésie
- Myrmarachne kuwagata Yaginuma, 1967 – Čína, Korea, Japonsko
- Myrmarachne laeta (Thorell, 1887) – Indie, Pákistán, Nias (ostrov), Čína
- Myrmarachne laeta flava Narayan, 1915 – Indie
- Myrmarachne laeta praelonga (Thorell, 1890) – Myanmar
- Myrmarachne lambirensis Yamasaki & Ahmad, 2013 – Jáva, Borneo
- Myrmarachne latithoracica Yamasaki & Hung, 2012 – Ostrovy Rjúkjú, Okinawa
- Myrmarachne laurentina Bacelar, 1953 – Mosambik, Jižní Afrika
- Myrmarachne lawrencei Roewer, 1965 – Gabon, Kongo, Keňa, Tanzanie, Etiopie
- Myrmarachne legon Wanless, 1978 – Ghana, Pobřeží slonoviny
- Myrmarachne leleupi Wanless, 1978 – Jižní Afrika
- Myrmarachne leptognatha (Thorell, 1890) – Jáva
- Myrmarachne lesserti Lawrence, 1938 – Jižní Afrika
- Myrmarachne linguiensis Zhang & Song, 1992 – Čína
- Myrmarachne longiventris (Simon, 1903) – Madagaskar
- Myrmarachne luachimo Wanless, 1978 – Angola
- Myrmarachne luctuosa (L. Koch, 1879) – Nový jižní Wales
- Myrmarachne ludhianaensis Sadana & Gupta, 1998 – Indie
- Myrmarachne lugens (Thorell, 1881) – Moluky
- Myrmarachne lugubris (Kulczyński, 1895) – Rusko, Čína, Korea
- Myrmarachne lulengana Roewer, 1965 – Etiopie, Kongo, Keňa, Botswana, Jižní Afrika
- Myrmarachne lulengensis Roewer, 1965 – Kongo
- Myrmarachne lupata (L. Koch, 1879) – Queensland
- Myrmarachne macleayana (Bradley, 1876) – Queensland
- Myrmarachne macrognatha (Thorell, 1894) – Java, Flores
- Myrmarachne magna Saito, 1933 – Tchaj-wan
- Myrmarachne mahasoa Wanless, 1978 – Madagaskar
- Myrmarachne malayana Edmunds & Prószyński, 2003 – Malajsie, Sumatra, Borneo
- Myrmarachne mandibularis (Thorell, 1890) – Jáva
- Myrmarachne manducator (Westwood, 1841) – Indie, Myanmar, Malajsie, Sumatra
- Myrmarachne mariaelenae Edwards & Benjamin, 2009 – Borneo
- Myrmarachne markaha Barrion & Litsinger, 1995 – Borneo, Filipíny
- Myrmarachne marshalli Peckham & Peckham, 1903 – Afrika
- Myrmarachne maxillosa (C. L. Koch, 1846) – Jihovýchodní Asie
- Myrmarachne maxillosa septemdentata Strand, 1907 – Čína
- Myrmarachne mcgregori Banks, 1930 – Filipíny
- Myrmarachne megachelae Ganesh Kumar & Mohanasundaram, 1998 – Indie
- Myrmarachne melanocephala MacLeay, 1839T – Pákistán to Indonésie
- Myrmarachne melanotarsa Wesolowska & Salm, 2002 – Keňa
- Myrmarachne militaris Szombathy, 1913 – Západní, střední, východní Afrika
- Myrmarachne mocamboensis Galiano, 1974 – Brazílie
- Myrmarachne moesta (Thorell, 1877) – Sulawesi
- Myrmarachne morningside Benjamin, 2015 – Srí Lanka
- Myrmarachne mussungue Wanless, 1978 – Angola
- Myrmarachne myrmicaeformis (Lucas, 1871) – Alžírsko
- Myrmarachne naro Wanless, 1978 – Keňa
- Myrmarachne natalica Lessert, 1925 – Jižní Afrika
- Myrmarachne nemorensis (Peckham & Peckham, 1892) – Myanmar
- Myrmarachne nigella Simon, 1901 – Filipíny
- Myrmarachne nigeriensis Wanless, 1978 – São Tomé, Ghana, Nigérie, Angola
- Myrmarachne nigra (Thorell, 1877) – Sulawesi
- Myrmarachne nitidissima (Thorell, 1877) – Borneo, Sulawesi
- Myrmarachne nubilis Wanless, 1978 – Madagaskar
- Myrmarachne onceana Barrion & Litsinger, 1995 – Filipíny
- Myrmarachne opaca (Karsch, 1880) – Borneo, Filipíny
- Myrmarachne palladia Denis, 1958 – Afghánistán
- Myrmarachne paludosa (Simon, 1900) – Srí Lanka
- Myrmarachne panamensis Galiano, 1969 – Panama, Argentina
- Myrmarachne parallela (Fabricius, 1798) – Nikaragua, Panama
- Myrmarachne patellata Strand, 1907 – Čína
- Myrmarachne paviei (Simon, 1886) – Thajsko
- Myrmarachne peckhami Roewer, 1951 – Madagaskar
- Myrmarachne pectorosa (Thorell, 1890) – Sumatra
- Myrmarachne pectorosa sternodes (Thorell, 1890) – Sumatra
- Myrmarachne penicillata Mello-Leitão, 1933 – Brazílie
- Myrmarachne piercei Banks, 1930 – Filipíny
- Myrmarachne pinakapalea Barrion & Litsinger, 1995 – Filipíny
- Myrmarachne pinoysorum Barrion & Litsinger, 1995 – Filipíny
- Myrmarachne pisarskii Berry, Beatty & Prószyński, 1996 – Karolíny
- Myrmarachne plataleoides (O. Pickard-Cambridge, 1869) – Indie, Srí Lanka, Čína, Jihovýchodní Asie
- Myrmarachne platypalpa Bradoo, 1980 – Indie
- Myrmarachne poonaensis Tikader, 1973 – Indie
- Myrmarachne prava (Karsch, 1880) – India, Srí Lanka
- Myrmarachne prognatha (Thorell, 1887) – Myanmar
- Myrmarachne pumilio (Karsch, 1880) – Bangladéš, Borneo, Čína, Indie, Indonésie, Vietnam
- Myrmarachne pygmaea (Thorell, 1894) – Singapur
- Myrmarachne radiata (Thorell, 1894) – Jáva
- Myrmarachne ramunni Narayan, 1915 – Indie, Pákistán, Srí Lanka
- Myrmarachne ransoni Wanless, 1978 – Madagaskar
- Myrmarachne rhopalota (Thorell, 1895) – Myanmar
- Myrmarachne richardsi Wanless, 1978 – Ghana
- Myrmarachne robusta (Peckham & Peckham, 1892) – Indie Myanmar
- Myrmarachne roeweri Reimoser, 1934 – Indie
- Myrmarachne rubra Ceccarelli, 2010 – Queensland
- Myrmarachne rufescens (Thorell, 1877) – Sulawesi
- Myrmarachne rufisquei Berland & Millot, 1941 – Senegal
- Myrmarachne russellsmithi Wanless, 1978 – Nigérie
- Myrmarachne sabahna Yamasaki & Ahmad, 2013 – Borneo
- Myrmarachne satarensis Narayan, 1915 – Indie
- Myrmarachne schenkeli Peng & Li, 2002 – Hongkong
- Myrmarachne seriatis Banks, 1930 – Filipíny
- Myrmarachne shelfordi Peckham & Peckham, 1907 – Borneo
- Myrmarachne simoni (L. Koch, 1879) – Queensland
- Myrmarachne simonis (Herman, 1879) – Maďarsko, Chorvatsko, Rumunsko
- Myrmarachne simplexella Roewer, 1951 – Madagaskar
- Myrmarachne smaragdina Ceccarelli, 2010 – Severní Teritorium, Queensland
- Myrmarachne solitaria Peckham & Peckham, 1903 – Jižní Afrika, Lesotho
- Myrmarachne spissa (Peckham & Peckham, 1892) – Srí Lanka
- Myrmarachne striatipes (L. Koch, 1879) – Queensland, Nový jižní Wales
- Myrmarachne sumana Galiano, 1974 – Brazílie
- Myrmarachne tagalica Banks, 1930 – Filipíny
- Myrmarachne tamsuiensis Yamasaki, 2013 – Tchaj-wan
- Myrmarachne tayabasana Chamberlin, 1925 – Filipíny
- Myrmarachne thaii Zabka, 1985 – Vietnam
- Myrmarachne transversa (Mukerjee, 1930) – Indie
- Myrmarachne tristis (Simon, 1882) – Od Libye po Indii
- Myrmarachne turriformis Badcock, 1918 – Laos, Malajsie
- Myrmarachne uelensis Wanless, 1978 – Kongo
- Myrmarachne uniseriata Narayan, 1915 – Indie
- Myrmarachne uvira Wanless, 1978 – Ghana, Nigérie, Kongo, Keňa, Tanzanie, Botswana, Etiopie
- Myrmarachne vanessae Wanless, 1978 – Pobřeží slonoviny, Tanzanie
- Myrmarachne vehemens Fox, 1937 – Čína
- Myrmarachne vestita (Thorell, 1895) – Myanmar
- Myrmarachne volatilis (Peckham & Peckham, 1892) – Madagaskar, Čína, Vietnam
- Myrmarachne vulgarisa Barrion & Litsinger, 1995 – Filipíny
- Myrmarachne wanlessi Edmunds & Prószyński, 2003 – Malajsie
- Myrmarachne yamanei Yamasaki, 2012 – Sulawesi